# Athens (Texas)
Athens is een plaats (city) in de Amerikaanse staat Texas, en valt bestuurlijk gezien onder Henderson County.

## Demografie
Bij de volkstelling in 2000 werd het aantal inwoners vastgesteld op 11.297.
In 2006 is het aantal inwoners door het United States Census Bureau geschat op 12.604, een stijging van 1307 (11,6%).

## Geografie
Volgens het United States Census Bureau beslaat de plaats een oppervlakte van
44,0 km², waarvan 37,9 km² land en 6,1 km² water. Athens ligt op ongeveer 139 m boven zeeniveau.

## Plaatsen in de nabije omgeving
De onderstaande figuur toont nabijgelegen plaatsen in een straal van 20 km rond Athens.